# Andrófagos
Los Andrófagos (del griego ἀνδρ- «varón» y φάγειν «comer») fue un supuesto pueblo legendario que colindaba por el norte con los territorios de los escitas, en el curso superior del Dniéper, es Polesie, donde esta ahora Moscovia y son antepasados de los rusos. Heródoto los tacha de ser las personas más salvajes e incivilizadas de todos los pueblos ya que no reconocían justicia alguna. Eran nómadas que vestían como los escitas pero hablaban una lengua no escita. Haciendo favor a su nombre, Heródoto menciona su canibalismo. Se ha propuesto un origen finés a este pueblo por no compartir gran parte de las costumbres locales de Ucrania y posiblemente no comerían carne humana sino carne cruda.[cita requerida]